# Panamerikanische Spiele 2015/Leichtathletik – 10.000 m der Frauen
Der 10.000-Meter-Lauf der Frauen bei den Panamerikanischen Spielen 2015 fand am 23. Juli im CIBC Pan Am und Parapan Am Athletics Stadium in Toronto statt.
14 Läuferinnen aus zehn Ländern nahmen an den Lauf teil. Die Goldmedaille gewann Brenda Flores nach 32:41,33 min, was auch ein neuer Rekord der Panamerikanischen Spiele war. Silber ging an Desiree Davila mit 32:43,99 min und die Bronzemedaille gewann Lanni Marchant mit 32:46,03 min.

## Rekorde
Vor dem Wettbewerb galten folgende Rekorde:
| Weltrekord        | Wang Junxia   | 29:31,78 min | Peking, Volksrepublik China                          | 8. September 1993 |
| Rekord der Spiele | Sara Slattery | 32:54,41 min | Panamerikanische Spiele in Rio de Janeiro, Brasilien | 23. Juli 2007     |

## Ergebnis
23. Juli 2015, 19:40 Uhr
| Platz | Athletin            | Land               | Zeit (min)  |
| ----- | ------------------- | ------------------ | ----------- |
|       | Brenda Flores       | Mexiko             | 32:41,33 PR |
|       | Desiree Davila      | Vereinigte Staaten | 32:43,99 SB |
|       | Lanni Marchant      | Kanada             | 32:46,03    |
| 4     | Liz Costello        | Vereinigte Staaten | 32:53,52    |
| 5     | Inés Melchor        | Peru               | 33:07,66    |
| 6     | Marisol Romero      | Mexiko             | 33:16,12    |
| 7     | Natasha Wodak       | Kanada             | 33:20,14    |
| 8     | Tatiele de Carvalho | Brasilien          | 33:24,33 SB |
| 9     | Rosa Godoy          | Argentinien        | 33:29,41    |
| 10    | Carolina Tabares    | Kolumbien          | 33:42,54    |
| 11    | Yudileyvis Castillo | Kuba               | 33:45,76 NR |
| 12    | María Pastuña       | Ecuador            | 34:05,84    |
| 13    | Rosmery Quispe      | Bolivien           | 35:03,35    |
|       | Gladys Tejeda       | Peru               | DNS         |